# Tacen
Tácen (v Tácnu, tácenski, Tácenci) je nekdanja vas, zdaj pa predel mesta Ljubljane v Mestni občini Ljubljana oz. Četrtni skupnosti Šmarna Gora.
Tacen leži na severnem robu Ljubljane na prodnati savski terasi med Savo in Šmarno goro z začetkom ob mostu čez Savo. V Tacnu je križišče cest proti Ljubljani, Medvodam, Smledniku in Vodicam.
Včasih je bila to gručasta vas ob vznožju Šmarne gore, na levem bregu Save. Deli naselja so bili: Na Grškem (za reko Savo), Sige (v smeri proti Vikrčam), V bregu (proti pobočju Šmarne gore) skozi katerega teče tudi Bregarski graben, ki se izliva v Savo. Na savi sta bila včasih dva vodna mlina: Česnov in Mačkov. Pod šmarnogorsko Grmado je bil včasih grad Rocen, nekdanja last Lambergov. Pred 2. sv. vojno je bil tukaj frančiškanski samostan, po vojni srednja šola za miličnike, sedaj pa je Policijska akademija.
Ob podružnični cerkvi sv. Jurija, ki se prvič omenja 1526, je starejši del naselja, ostalo pa so novejšee hiše zgrajene v sedemdesetih in osemdesetih letih 20. stoletja. Na zahodnem robu naselja je od leta 1929 delovala Seunigova tovarna čevljarskih potrebščin Seta, od 1958 tovarna kovinskega okovja Kot, ki pa je 1996 prenehala z delom. 
Tacen je bil poznan tudi po izdelovanju hrastovih sodov. Sodarstvo v Tacnu je bilo poznano že v 18. stoletju in se do pred prve svetovne vojne zelo razširilo. 14. marca 1909 je bila ustanovljena Sodarska zadruga Tacen, ki pa danes ne obratuje več.
Na Savi se je že leta 1948 razvilo kajakaško središče, kjer je urejena ena najbolj znanih prog za slalom na divjih vodah. Na tej progi so organizirali več svetovnih prvenstev (1955, 1991, 2010), evropskih prvenstev (2005, 2017, 2024) in tekem za svetovni pokal. Skozi naselje tradicionalno poteka tudi kolesarski maraton Franja.

## Znani Tácenci
- Pavla Brunčko-Kovič (1921–1999), igralka
- Edvard Kardelj, komunistični politik in teoretik in njegova žena Pepca Kardelj
- Franja Koširjeva por. Gulič, r. Malenšek (1852–1927) Levstikova prijateljica, narodna delavka
- Ivan Novak - Očka (1898–1969), politični delavec, partizanski komisar
- Miha Novak (1899–1941), borec, ki je sprožil prvi strel na Slovenskem v 2. sv. vojni
- Avgust Pirjevec (1887–1943), knjižničar, literarni zgodovinar
- Dušan Pirjevec (1921–1977), partizanski komisar, literarni zgodovinar in teoretik, univ. profesor
- Jože Šilc (1922–1992), agronom
- Ivan Tomšič (1902–1976), strokovnjak za mednarodno pravo, univ. profesor